# ميكولا رودينكو
ميكولا دانيلوفيتش رودينكو (بالأوكرانية: Мико́ла Дани́лович Руде́нко)‏ (وُلد في 19 ديسمبر 1920 يورييفكا، محافظة دونيتسك، أوكرانيا – تُوفي في 1 أبريل 2004 كييف) كان شاعراً وكاتباً وفيلسوفاً أوكرانياً، معارض للاتحاد سوفيتي، وناشط في مجال حقوق الإنسان، كما كان محارب في الحرب العالمية الثانية. أسس جماعة هلسنكي الأوكرانية، واُعتقِل مرتين بسبب أنشطته المنشقة.

## السيرة الذاتية
كان رودينكو في السابعة من عمره عندما توفي والده في حادث منجم. عمل مع والدته وشقيقيه في مزرعة الأسرة إلى أن أُجبروا على منح أراضيهم أثناء عملية الجمع. أُصيب رودينكو بصدمة من المجاعة الكبرى بقيت معه طوال حياته. بدأ في الكتابة وهو طفل، ونُشِرَت قصائد له وقتئذٍ في صحف محلية. نال من كتاباته على منحة دراسية إلى جامعة تاراس شفتشينكو الوطنية في كييف في عام 1939، إلا أنه درس فقط لمدة شهرين حتى اُستُدعيَ إلى الجيش الأحمر.